# Dewoitine HD.730
O Dewoitine HD.730 foi um protótipo de hidroavião de flutuadores para reconhecimento aéreo, produzido na França na década de 1940. Ele foi um monomotor de asa baixa cantiléver, com flutuadores duplos como trem de pouso e possuíam estabilizadores horizontais com deriva dupla, possuía dois assentos em tandem, intencionado para ser lançado por catapulta a partir de navios de guerra da Marinha Francesa. Dois dos protótipos voaram em 1940, e mais um foi construído para um design modificado em 1941, mas a produção não prosseguiu.